# Alfani (famiglia)

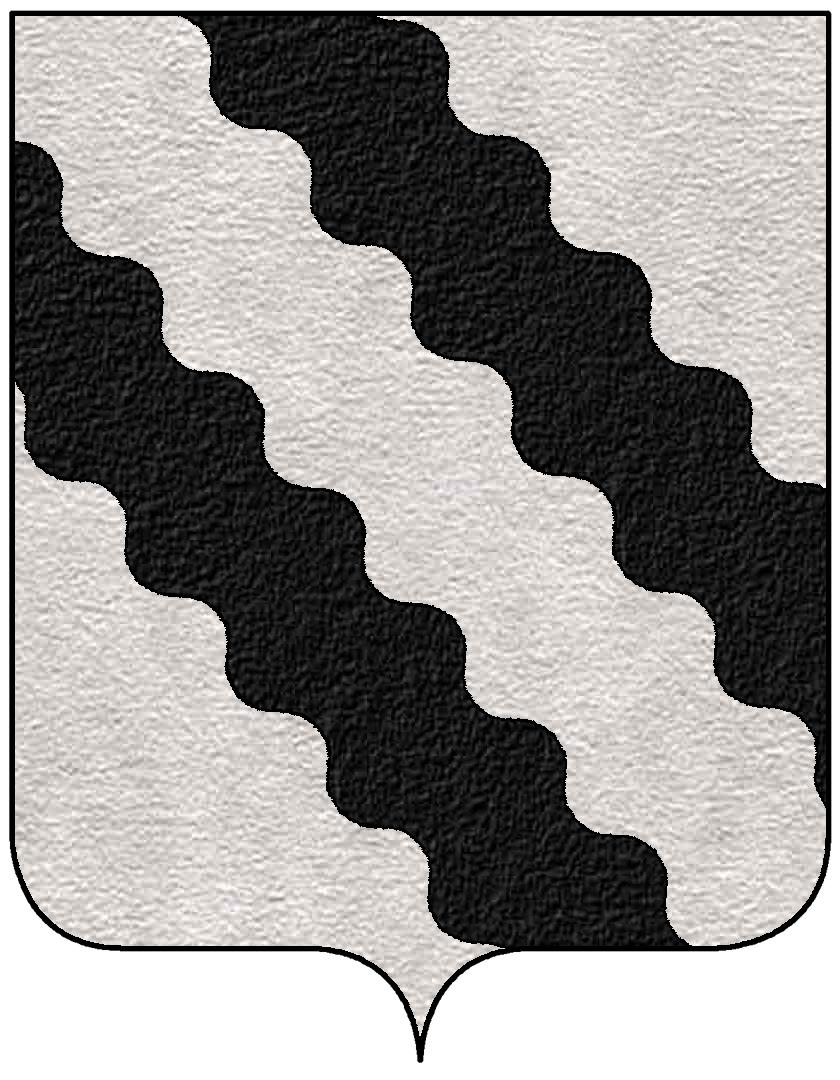
Stemma Alfani, d'argento, a due bande ondate di nero (ne esistono numerose varianti)

Gli Alfàni furono una famiglia fiorentina di banchieri.

## Storia famigliare
I fasti della famiglia sono legati al banco che, tra XII e XIV secolo, prestò a papi e imperatori. Ad esempio nel secolo XII fu impiegato dal papato per la riscossione delle decime destinate a finanziare le crociate. Nello stesso periodo il vicario imperiale in Toscana chiese loro un forte prestito di 3400 fiorini d'oro, offrendo in garanzia i terreni imperiali. Allo scadere dei termini infatti la famiglia divenne legalmente proprietaria, per un certo periodo, dei terreni rivieraschi alla foce d'Arno e di zone di San Miniato, Fucecchio e della Val di Nievole. Nel XIII secolo il banco degli Alfani curava soprattutto dei conventi toscani. In virtù di questo legame, Corso Donati dovette richiedere la loro garanzia in occasione di un contrasto con un monastero femminile.
L'esponente più importante fu Vermiglio degli Alfani, ai cui tempi il banco raggiunse la massima espansione, con filiali in Ungheria, in Polonia, in Slavonia e in Germania, dove l'Alfani era in otimi rapporti con l'imperatore Alberto I d'Asburgo, che era solito chiamarlo "Vermilio fideli et creditori suo". Tutta questa confidenza destò il sospetto del Comune fiorentino, che gli impose un prestito forzoso di 10.000 fiorini (una cifra enorme), col pretesto di impedire una qualsiasi impresa imperiale che potesse danneggiare la libertà cittadina.
Politicamte gli Alfani furono sempre guelfi. Ebbero sei priori delle Arti e due Gonfalonieri di Giustizia. Subirono l'esilio dopo la battaglia di Montaperti, ma di nuovo tornarono in città finché, alla generazione successiva, quella di Vermiglio, essi furono guelfi bianchi e subirono la sconfitta e il confino da parte dei neri. In quel periodo visse anche un amico dell'Alighieri, il poeta stilnovista Gianni Alfani, autore della Ballatella dolente in cui si legge tutto il dolore per la perduta patria e per la separazione dalla donna amata.
Nel frattempo Vermiglio continuò a finanziare le imprese dell'imperatore e del suo successore Arrigo VII, finché con la sua sconfitta svanì la speranza che le sorti imperiali si rialzassero, trascinando con sé anche l'impero finanziario degli Alfani. Il banco non tracollò, ma ebbe un ruolo minore. Anche in città, dopo il perdono e il rientro, essi non ricoprirono più cariche pubbliche. La discendenza di Vermiglio si estinse con Pier Forse Alfani nel 1694.
Le loro case a Firenze si trovavano nella zona del Cafaggio, in un tratto di strada detto del Leone, che passarono, dopo l'esilio dei maggiori, agli Adimari nel 1315. Nel 1347 Bartolomeo e Giovanni Alfani vendettero le restanti case ai Camaldolesi che, già acquistata anche quella Adimari, vi eressero il monastero di Santa Maria degli Angeli. In loro onore quel tratto di strada è oggi chiamato via degli Alfani.